# 少鳞缨口鳅
少鳞缨口鳅（学名：Crossostoma paucisquama）为平鳍鳅科缨口鳅属的鱼类，是中国的特有物种。分布于韩江上游、练江、榕江等。该物种的模式产地在广东普宁大南山山溪。
其种加词“paucisquama”意为“少鱗的”。